# سوني إكسبيريا إم
سوني اكسبيريا ام (بالإنجليزية: Sony Xperia M)‏ هو هاتف ذكي من سوني موبايل كوميونيكيشنز يعمل بنظام أندرويد، تم طرحه في الأسواق في 2013.

## الخصائص
- نظام التشغيل: أندرويد
- الكاميرا الأمامية: 0.3 ميجابكسل
- الكاميرا الخلفية: 5.0 ميجابكسل
- الشاشة: إل سي دي 854×480
- الوزن: 115 غ (4.1 أونصة)
- المعالج: 1.0 جيجا هرتز ثنائي النواة
- الذاكرة: 1 جيجابايت
- التخزين: 4 جيجابايت

## وصلات خارجية
- الموقع الإلكتروني